# 심진기
《심진기》(중국어 간체자: 寻秦记, 정체자: 尋秦記, 병음: Xún Qín Jì 쉰친지[*])는 2018년에 유쿠를 통해 방영된 중화인민공화국의 웹드라마이다. 홍콩의 작가 황이의 소설 《심진기》를 원작으로 하여 제작되었으며 춘추 전국 시대를 배경으로 한다.

## 등장 인물
- 천샹 - 항소룡 역
- 궈샤오팅 - 성운, 금청 역
- 뉴쯔판 - 조반, 영정 역
- 허융성 - 오응원 역
- 샤난 - 오정방 역
- 자오전팅 - 연진 역
- 쑹라이윈 - 추연 역
- 두이헝 - 원종 역
- 옌린페이 - 등익 역
- 주룽룽 - 엄평 역
- 위보 - 조목 역
- 천슈리 - 조아 역
- 쭤항 - 진음 역
- 저우원타오 - 왕자정 역
- 가오성우 - 용양군 역
- 위안예 - 소원군 역